# Islamic Cultural Centre of Ireland

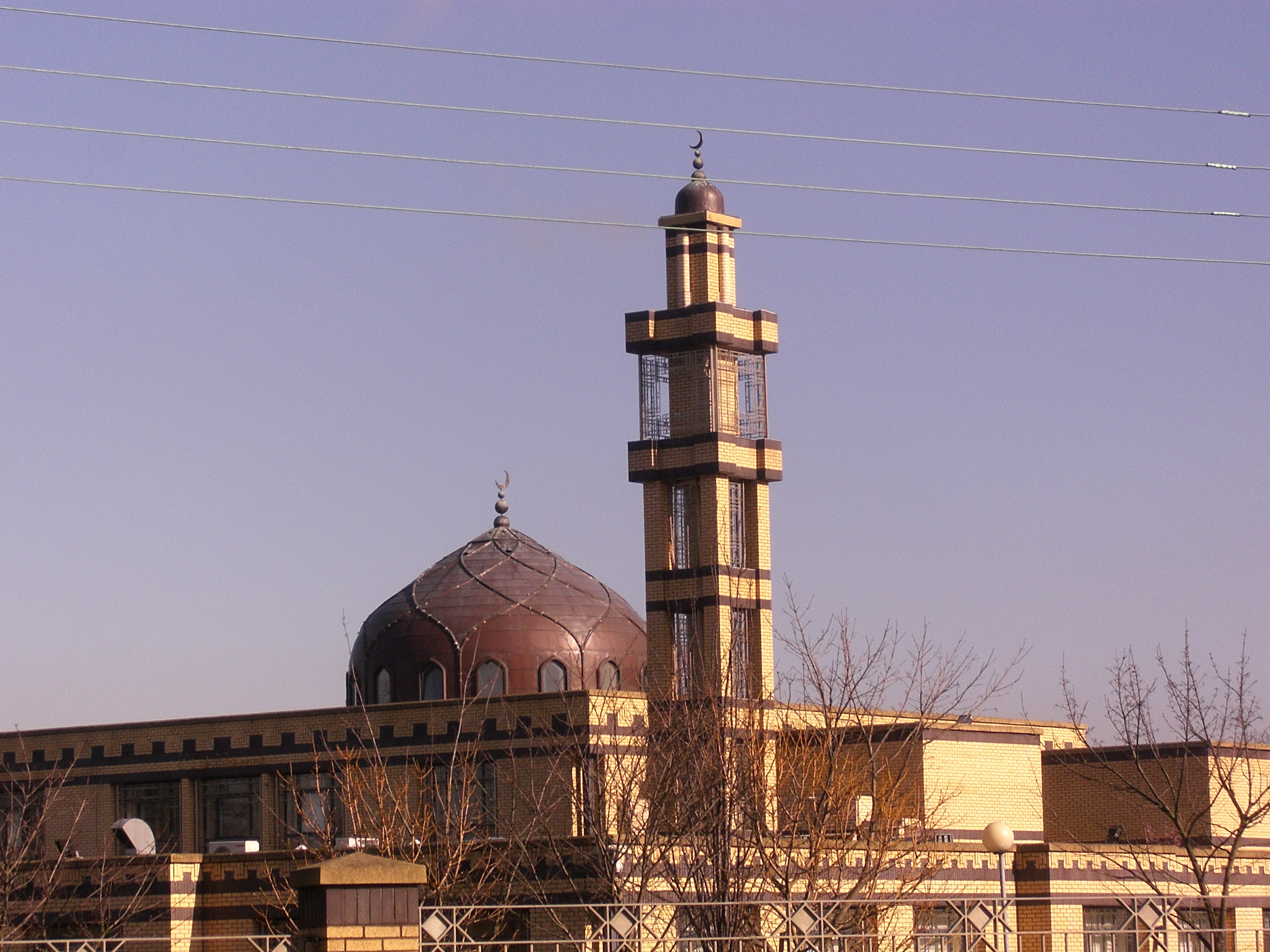
Islamisches Kulturzentrum von Irland (Islamic Cultural Centre of Ireland, ICCI), Moschee in Clonskeagh, Dublin, Irland

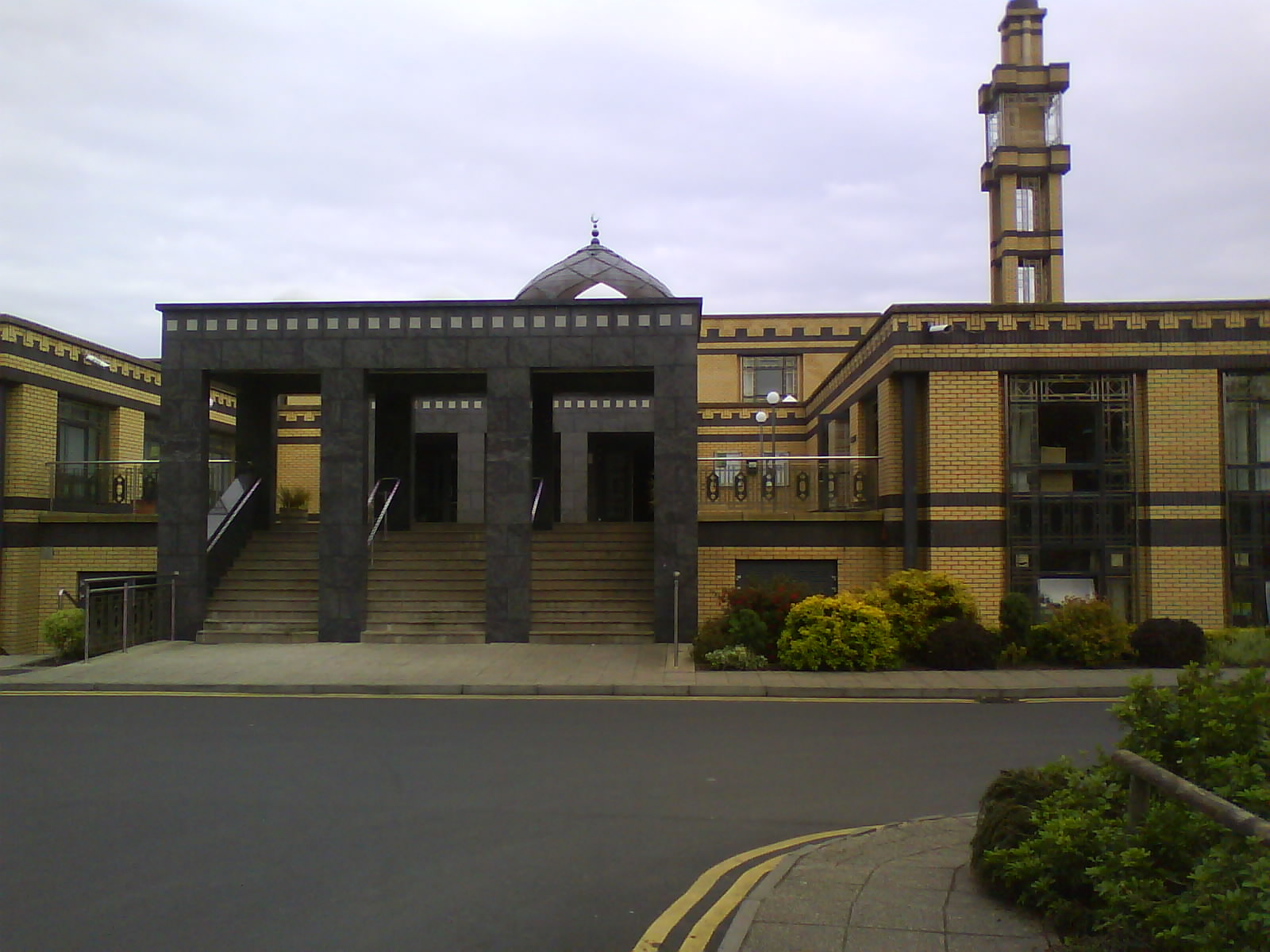
Eingang zur Moschee

Das Islamic Cultural Centre of Ireland (ICCI; Islamisches Kulturzentrum von Irland, irisch Ionad Cultúrtha Ioslamach na hÉireann) mit seiner Moschee befindet sich in Clonskeagh, einer Vorstadt von Dublin, Irland. Sein Direktor ist Nooh Al-Kaddo (geb. 1953 in Mossul, Irak), der 1997 von Liverpool nach Dublin zog, um das Islamische Zentrum zu führen. Der Irish Times zufolge verfügt das Zentrum über 20 Mitarbeiter, meist arabischer Herkunft, die Vollzeit-Mitarbeiter der al-Maktoum-Stiftung sind. Die Stiftung ist nach Muhammad bin Raschid Al Maktum benannt, dem Herrscher des Emirats Dubai, der bei der offiziellen Eröffnung des Kulturzentrums am 16. November 1996 gemeinsam mit Präsidentin Mary Robinson anwesend war. Der Hauptsitz der Internationalen Union Muslimischer Gelehrter unter Scheich Yusuf al-Qaradawi befand sich vor seinem Umzug nach Katar am ICCI. Der European Council for Fatwa and Research (ECFR) hat hier seinen Sitz. Der Imam des ICCI, Scheich Hussein Mohammed Halawa, ist der Generalsekretär des ECFR.
Am Zentrum befinden sich auch die Muslim National School und die Libyan School in Ireland.